# معتمدية السند
معتمدية السند إحدى معتمديات الجمهورية التونسية، تابعة لولاية قفصة.
معتمدية السند تعتبر من أكبر معتمديات ولاية قفصة. تقع في شمالها الشرقي، يحدها الفطار بلخير جنوبًا، وولاية سيدي بوزيد شرقًا، وقفصة الشمالية شمالاً، ومساحتها الإجمالية 827.1 كيلومتر مربع أي 10.6% من مساحة الولاية، وتقع على بعد 54 كيلومتر من مركز الولاية، يقطنها 34524 نسمة.